# Liesl Tesch
Liesl Dorothy Tesch (Brisbane, Australia, 17 de mayo de 1969) es una jugadora de baloncesto en silla de ruedas, marinera y política australiana. Quedó medio parapléjica tras un accidente de bicicleta de montaña a los 19 años. Compitió en su equipo nacional de baloncesto en silla de ruedas en cinco partidos paralímpicos, ganando tres medallas, y fue la primera mujer que jugó este deporte profesionalmente. Empezó a navegar en 2010, ganando medallas de oro en los Juegos Paralímpicos de Londres 2012 y de Río de Janeiro 2016 con su compañero Daniel Fitzgibbon. En abril de 2017, fue elegida miembro por Gosford en la Asamblea Legislativa de Nueva Gales del Sur en las elecciones parciales del estado de Gosford.

## Vida personal
Tesch nació en Brisbane el 17 de mayo de 1969. En una entrevista de 2012, describió a sus padres como «alternativos» y dijo de su padre que hubiera preferido filosofar antes que trabajar «porque no le gustaba trabajar en una sociedad capitalista... vivíamos de la tierra tanto como podíamos, comiendo animales atropellados». Creció en Brisbane, Nueva Zelanda, y en el suburbio de Coal Point en el lago Macquarie, y asistió a la Escuela Secundaria de Toronto. Participó en baloncesto, natación, vela, windsurf y ciclismo cuando era niña, y formó parte del equipo estatal de baloncesto con 11 y 12 años en la escuela secundaria. A la edad de 19 años, se rompió la espalda después de un accidente de bicicleta de montaña, convirtiéndose en parapléjica. Recibió una Licenciatura en Ciencias y un Diploma en Educación de la Universidad de Newcastle.
Antes de entrar en la política, Tesch trabajó como profesora de secundaria. En 2010, cofundó Sports Matters, una organización benéfica que promueve el deporte para las personas con discapacidad en los países en desarrollo. Vive con su pareja, Mark, constructor de barcos y participante frecuente en la Regata Sídney-Hobart; la pareja se conoció mientras se preparaba para la competición en 2009.

## Competiciones deportivas

### Baloncesto en silla de ruedas

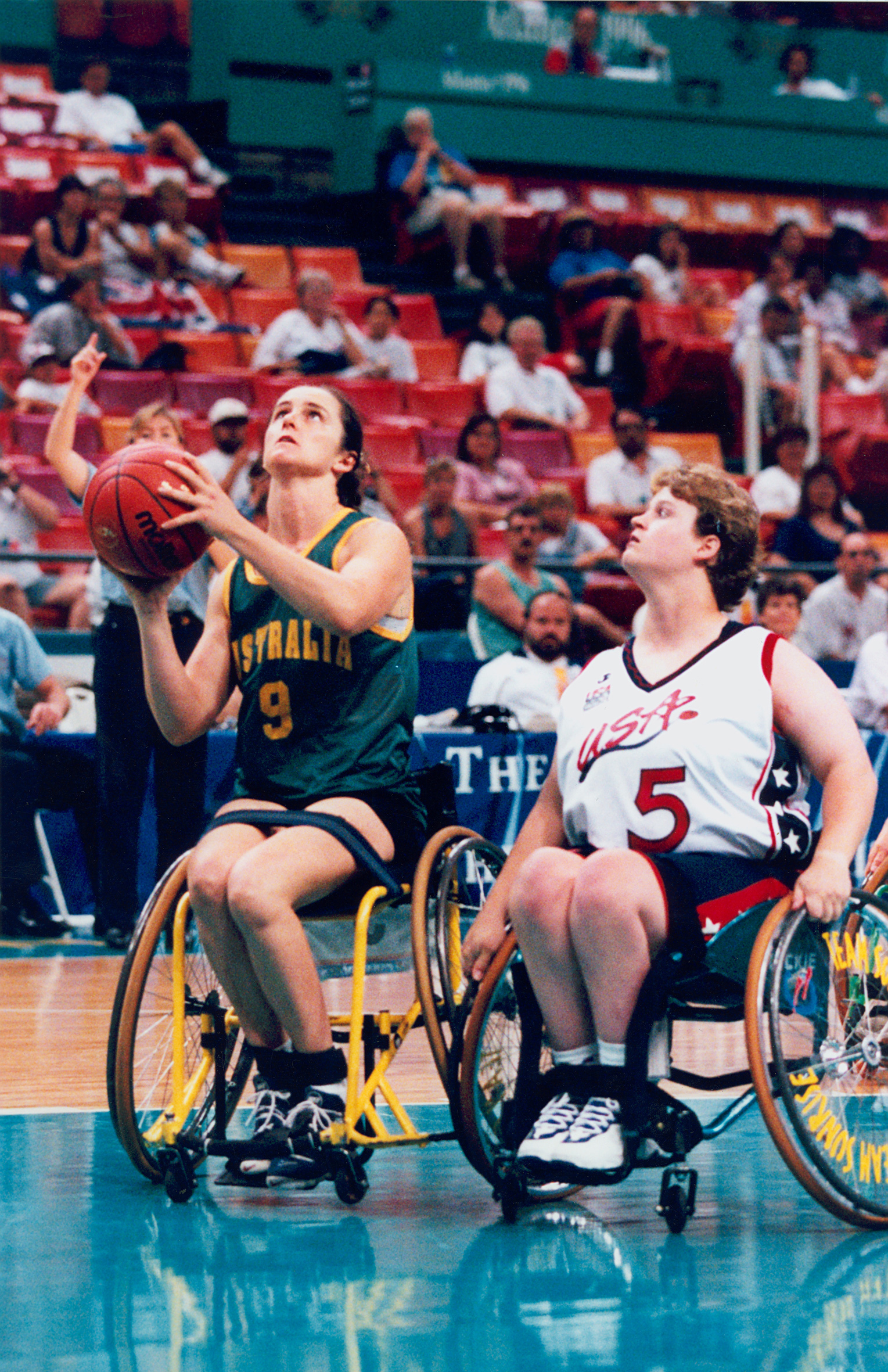
Tesch dispara desde el interior de la llave en el juego contra Estados Unidos en los Juegos Paralímpicos de Atlanta 1996.

No tengo ninguna duda de que mi vida ha cambiado, es difícil decir que ha mejorado debido a esta catástrofe, pero definitivamente aprovecho muchas oportunidades ahora porque están ahí. Creo que si hubiera tenido este accidente en otros países del mundo hay una buena posibilidad de que hubiera muerto, incluso, así que todos los días empaco cosas porque puedo. Tengo que tener la cabeza en alto y la mente abierta.
 Liesl Tesch

Tesch empezó a jugar al baloncesto en silla de ruedas después de que uno de sus fisioterapeutas notara lo hábil que era disparando con un balón de espuma a un tablero de plexiglás durante su rehabilitación. Poco después de entrar en el equipo estatal de Nueva Gales del Sur, fue invitada a probar e integrarse en el equipo nacional femenino de baloncesto en silla de ruedas de Australia en 1990, haciendo su debut nacional en los Campeonatos Mundiales de ese año, y su debut paralímpico en los Juegos Paralímpicos de Barcelona 1992. Fue nombrada para el All Star Five en la Copa de Oro de 1994, donde el equipo australiano ganó una medalla de bronce. Formó parte del equipo australiano en los Juegos Paralímpicos de Atlanta 1996, y fue nombrada Jugadora Más Valiosa en la Copa de Oro de 1998. Fue la vice-capitana del equipo de su país en los Juegos Paralímpicos de Sídney 2000, donde ganó una medalla de plata. Durante las celebraciones después de los juegos, algunos jugadores de Europa la invitaron a jugar en equipos masculinos profesionales allí. Ella aceptó esta sugerencia y jugó en Madrid, Cerdeña y París durante los cinco años siguientes, convirtiéndose así en la primera mujer del mundo que jugó profesionalmente al baloncesto en silla de ruedas. Ayudó a establecer una liga femenina de baloncesto en silla de ruedas en el continente y compitió en equipos femeninos en Italia y Francia. También compitió en el equipo australiano ganador de la medalla de plata en los Juegos Paralímpicos de Atenas 2004. Regresó a casa para ser capitana de la selección nacional en los Juegos Paralímpicos de Pekín 2008. En 2010, Tesch compitió con su equipo en la Copa Osaka, una competición para los cinco mejores equipos internacionales femeninos de baloncesto en silla de ruedas del mundo; su equipo derrotó al equipo estadounidense número uno clasificado 55-37. Era una jugadora de 4 puntos. Se retiró de la selección nacional de baloncesto en silla de ruedas en 2011 para concentrarse en la vela.

### Navegación

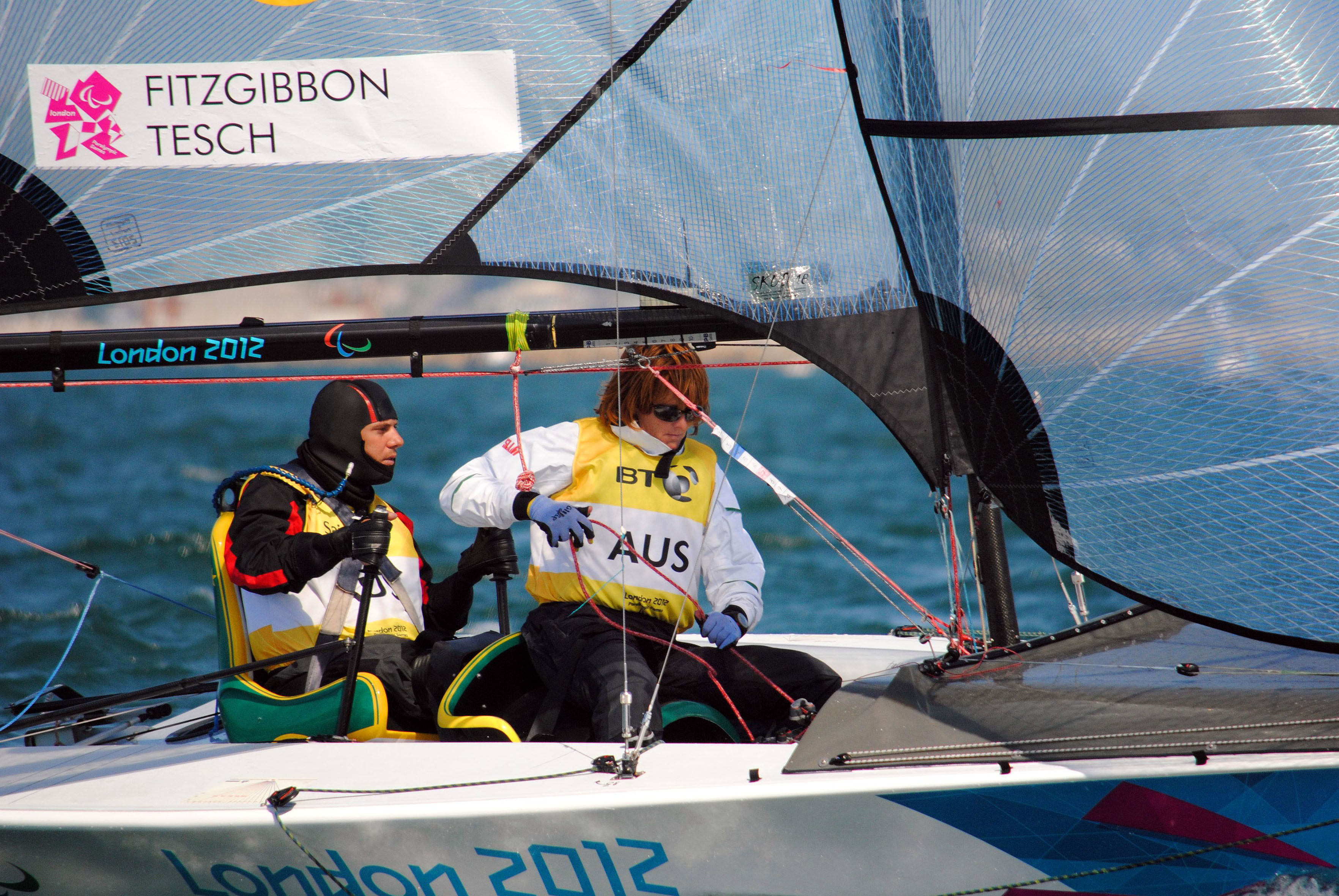
Tesch y Fitzgibbon en los Juegos Paralímpicos de Londres 2012.

En 2009 Tesch participó en la Regata Sídney-Hobart sobre navegación con discapacitados. Después de ver un documental de SBS sobre el viaje, el medallista de plata de Pekín Daniel Fitzgibbon se puso en contacto con ella a finales de 2010 y formaron una asociación de navegación. Navegando el SKUD 18 de dos personas con Fitzgibbon, el equipo tuvo un éxito inmediato, ganando el oro en la Copa de Oro de la ISAF en enero de 2011,ref>Heydon, Craig (29 de enero de 2011). «Gold for Australian Paralympic crew at Miami OCR» (en inglés). Yachting Australia. Archivado desde el original el 17 de junio de 2012. Consultado el 22 de octubre de 2012.</ref> y una medalla de bronce en los Campeonatos Mundiales de la IFDS en julio de ese año. Ganaron una medalla de oro con una carrera pendiente en la competición de vela paralímpica de Londres 2012 celebrada en Weymouth y Portland. La madre de Tesch había muerto de cáncer después de su primer día de competición en los juegos; poco después de ganar la medalla de oro, dijo que era «una hermosa manera de celebrar la vida de mi madre ganar el oro en un hermoso día soleado en los Juegos Paralímpicos».

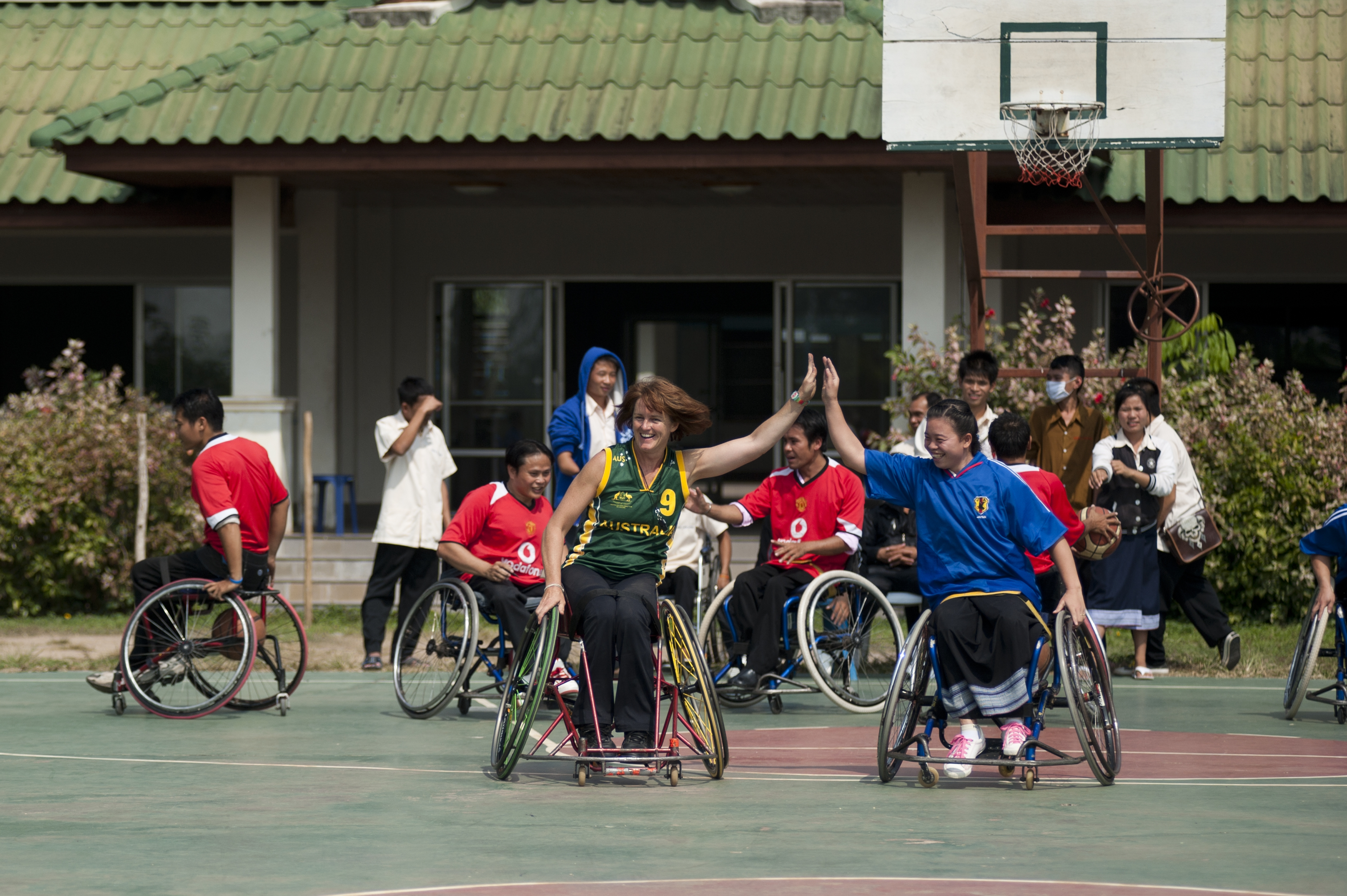
Tesch realizando asistencias clínicas de baloncesto en silla de ruedas en Vientián, Laos (2010).

En los Campeonatos Mundiales IFDS de 2014 en Halifax, Canadá, Tesch se unió a Fitzgibbon para ganar la clase de dos personas SKUD 18.  Tesch y Fitzgibbon ganaron los Campeonatos Mundiales IFDS de 2015 en Melbourne. Ambos también ganaron la medalla de bronce en la clase SKUD 18 en los Campeonatos Mundiales de 2016 celebrados en Medemblik, Holanda.
El 20 de junio de 2016, a Tesch le robaron la bicicleta a punta de pistola mientras estaba en un paseo de fitness con su fisioterapeuta en Río de Janeiro, en preparación para los Juegos Paralímpicos de ese año. Tesch y Fitzgibbon ganaron las medallas de oro paralímpicas consecutivas al ganar el SKUD18 en los Juegos Paralímpicos de Río de Janeiro 2016. Ganaron ocho de 11 carreras y obtuvieron tres segundos puestos.

## Carrera política
En febrero de 2017, Tesch fue seleccionado por el Partido Laborista para disputar el escaño de Gosford en la Asamblea Legislativa de Nueva Gales del Sur. El escaño fue ocupado anteriormente por Kathy Smith del Partido Laborista, quien renunció debido a su mala salud. Tesch fue elegido el 8 de abril de 2017 en las elecciones parciales del estado de Gosford.

## Reconocimientos

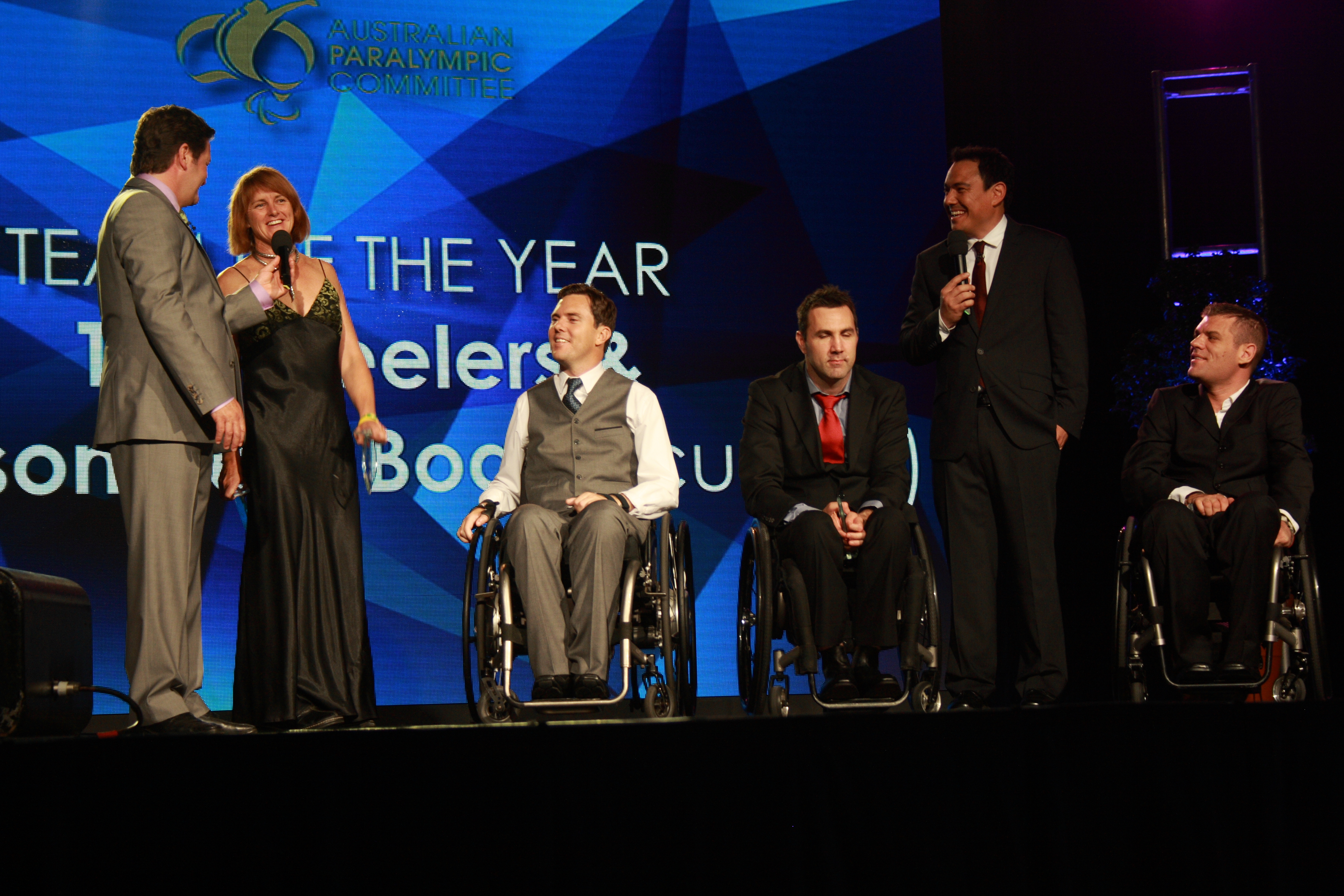
Tesch ay Fitzgibbon recibiendo el Team of the Year award de 2012 Australian Paralympian of the Year ceremony

En 2000, Tesch recibió una Medalla Deportiva Australiana. En 2011, ella y Fitzgibbon fueron nombrados conjuntamente Navegantes del Año con una Discapacidad. Fue nombrada Miembro de la Orden de Australia en los Honores del Día de Australia de 2014 «por su importante servicio al deporte como medallista de oro en los Juegos Paralímpicos de Londres 2012, y por la promoción y facilitación del deporte para las personas con discapacidad». En noviembre de 2014, Tesch compartió el premio al Navegante del Año de Yachting Australia con una discapacidad con Daniel Fitzgibbon, Colin Harrison, Jonathan Harris, Russell Boaden y Matthew Bugg. El equipo australiano de seis marineros venció a Gran Bretaña por un punto en el Campeonato Mundial IFDS. Tesch y Fitzgibbon ganaron el Premio Deportivo de NSW de 2014 para el Equipo del Año con una Discapacidad. En noviembre de 2014, Tesch recibió el Premio Sir Roden Cutler del Primary Club of Australia en reconocimiento a un logro deportivo sobresaliente de un atleta con una discapacidad. En noviembre de 2015, Tesch y Fitzgibbon recibieron el Premio al Navegante del Año con una Discapacidad de Yachting Australia de 2015. En 2016, Tesch fue admitida en el Salón de la Fama del Baloncesto de Australia. En 2016, recibió el Premio del Presidente en los Premios de Vela de Australia. En los premios del Comité Paralímpico Australiano de 2016, se le concedió la Medalla del Tío Kevin Coombs por el Espíritu de los Juegos. En noviembre de 2017, Tesch y Daniel Fitzgibbon fueron admitidos en el Salón de la Fama de la Vela de Australia.